# Arthropteris orientalis
Arthropteris orientalis är en spjutbräkenväxtart som först beskrevs av Gmel., och fick sitt nu gällande namn av Posthumus. Arthropteris orientalis ingår i släktet Arthropteris och familjen Nephrolepidaceae.

## Underarter
Arten delas in i följande underarter:
- A. o. humblotii
- A. o. subbiaurita